# Гербель Сергій Миколайович
Ге́рбель Сергі́й Микола́йович (1856, Санкт-Петербург, Російська імперія — 1936, Німецька імперія) — російський і український (1918) державний діяч. Харківський губернатор, міністр в уряді Української Держави гетьмана Павла Скоропадського, прем'єр-міністр Ради Міністрів Української Держави (у листопаді—грудні 1918 року).

## Біографія

### За часів Російської імперії
Народився в сім'ї потомственних дворян Санкт-Петербурзької губернії. Землевласник Херсонської губернії (924,5 десятин)[джерело?]. Батько Миколи Карловича Гербеля (1837—1883) був поетом, мати Анна Василівна фон-Дубельт.
У 1877 році після закінчення Кременчуцького реального училища поступив на військову службу, яку залишив у 1883 року. З того часу мешкав у Херсонській губернії й активно працював на різних посадах у земських повітовій і губернській управах.
З 1886 року губернський гласний, почесний мировий суддя, член херсонської училищної ради. У січні 1889 року затверджений членом комітету Херсонського відділення Державного банку з видачі позик землевласникам. З 1900 року голова Херсонської губернської земської управи. Від жовтня 1901 року статський радник, а в 1904 році став дійсним статським радником. У 1909 році став гофмейстер.
Після призначення харківським губернатором князя І. Оболенського у вересні 1902 року Гербелю затвердили харківським віце-губернатором. У 1903 році став Харківським губернатором. У 1904 році став начальником управління у справах місцевого господарства міністерства внутрішніх справ Російської імперії, член Державної ради, на цій посаді перебував до 1912 року. Під час Першої світової війни став головним уповноваженим з постачання продовольством російської армії.

### За часів Української Держави
Від 29 травня 1918 року став представником голови Ради Міністрів Української Держави при Головному штабі австро-угорських військ в Одесі. 3 липня 1918 року призначений на посаду міністра продовольства в уряді Ф. Лизогуба, брав участь у складанні проєкту аграрної реформи. Підписав «Записку дев'яти» (жовтень 1918) про необхідність переорієнтації зовнішньої політики Української Держави на Антанту та встановлення федеративного зв'язку з майбутньою небільшовицькою Російською федерацією.
Після проголошення Федеративної грамоти 14 листопада очолив новий кабінет, де обіймав також посаду міністра земельних справ. Наступного дня, 15 листопада 1918 року відбулося засідання Ради міністрів під головуванням Сергія Гербеля, результати якого були опубліковані в газеті «Нова Рада» 16 листопада в матеріалі «Повідомлення голови Ради міністрів С. Гербеля про найближчі завдання, які буде вирішувати український уряд», ключові завдання були такі:
1. Праця коло відбудування єдиної Росії на федеративних основах і забезпечення Україні всіх прав на розвиток її державності й національної самобутності.
2. Збереження і зміцнення державного ладу на Україні, що може бути досягнуто тільки при умові забезпечення України від анархії й більшовизму.
3. Негайне оголошення закону про державний сойм і вибори до нього на демократичних основах.
4. Земельна реформа на основах, оповіщених паном Гетьманом у грамоті від 29 жовтня цього року.
5. Охорона й поліпшення умов праці.
6. Звільнення торгу від обмежень і в першу чергу скасування хлібної монополії та твердих цін на хліб.

У «Спогадах» князя Олександра Голіцина записано, що 14 грудня 1918 року він заходив до кабінету Гербеля і на питання про шляхи порятунку той:
Спокійно і з гідністю відповів мені, що нікуди не збирається ховатися, що не рушить з свого поста і зустріне переможців на цьому самому місці
Того ж дня на останньому засіданні Ради Міністрів Сергій Гербель відновив діяльність міської думи та управи Києва. Після звістки про зречення Павла Скоропадського Гербелем було підписано документ про передачу влади Директорії.
15 грудня 1918 року на останньому засіданні уряду Української Держави під головуванням Сергія Гербеля взяли участь міністр фінансів Антон Ржепецький, міністр внутрішніх справ Ігор Кістяківський (ініціатор приєднання Криму до Української Держави), міністр народної освіти і мистецтва Володимир Науменко (перший голова Української Центральної Ради 1917 року).

### За часів Директорії УНР
Сергія Гербеля було заарештовано опівдні 15 грудня 1918 року представниками Директорії УНР та ув'язнено до Лук'янівської в'язниці.
Ось як про арешт останнього голови уряду Української держави писала газета «Последние новости» 15 грудня 1918 року:
Сегодня в 12 с пол. часов дня в квартиру бывшего председателя Совета Министров С. Н. Гербеля явился воинский наряд под командой офицера, который, предъявив ордер, произвел в квартире тщательный обыск и объявил С. Н. Гербеля арестованным.
При обыске была взята большая переписка С. Н. Гербеля и ряд важных документов.
С. Н. Гербель заявил наряду и присутствовавшим при обыске понятым, что он ожидал этого ареста и потому никуда с 2 часов дня 14 декабря из квартиры не отлучался.
Сообщение газет о том, что он скрылся, объясняется тем, что слуга С. Н. Гербеля заявлял всем желавшим видеть бывшего министра, «что барина нет дома».
После обыска С. Н. Гербель явившимся нарядом на извозчике был увезен в отведенное для его ареста помещение.
Заарештований владою Директорії колишній голова Ради міністрів Української Держави Сергій Гербель разом з кількома іншими міністрами спочатку перебували у Лук'янівський в'язниці в місті Київ, а з наступом більшовиків були перевезені разом з Директорією до Вінниці, а згодом до Жмеринки і Кам'янець-Подільського. 

### Співпраця із Добровольчою Армією та еміграція
Звільнений 9 квітня 1919 року за відсутністю доказів його державної зради, виїхав спочатку до Хотина, а згодом до Одеси, а звідти дістався Добровольчої армії Антона Денікіна, де обійняв посаду головного уповноваженого з продовольчого постачання військ.
Згодом емігрував до Німеччини, де й помер у 1936 році.

## Нагороди
- Орден Святого Володимира 2-го та 4-го ступенів
- Орден Святої Анни 1-го та 3-го ступенів
- Орден Святого Станіслава 2-го ступеня.